# Circuit masculin de l'ITF 2020
Navigation
Saison 2019 Saison 2021
Le circuit masculin de l'ITF 2020 est la saison 2020 du circuit de tennis masculin organisé par l'ITF. Il représente l'échelon le plus bas des circuits de tennis professionnels, après l'ATP Tour et l'ATP Challenger Tour. Les tournois qui le composent sont communément appelés Futures. Ils sont dotés de 15 000 ou 25 000 $.
En raison de la pandémie de Covid-19, le circuit est arrêté du 13 mars au 16 août.

## Primes et dotations des tournois
Les tournois distribuent des points pour le classement ATP.
| Catégorie du tournoi | V  | F  | DF | QF | T2 | T1 |
| -------------------- | -- | -- | -- | -- | -- | -- |
| M25                  | 20 | 12 | 6  | 3  | 1  | 0  |
| M15                  | 10 | 6  | 4  | 2  | 1  | 0  |

## Résultats

### Janvier
| Date       | Lieu du tournoi      | Surface         | Dotation | Vainqueur                 | Finaliste                     | Score           |
| ---------- | -------------------- | --------------- | -------- | ------------------------- | ----------------------------- | --------------- |
| 6 janvier  | , Los Angeles        | Dur             | 25 000 $ | Francisco Cerúndolo       | Alexander Ritschard           | 6-3, 6-3        |
| 6 janvier  | , Hong Kong          | Dur             | 15 000 $ | Yuta Shimizu              | Hsu Yu-hsiou                  | 5-7, 7-67, 7-65 |
| 6 janvier  | , Manacor            | Dur             | 15 000 $ | Carlos Alcaraz            | Evan Furness                  | 6-0, 6-2        |
| 6 janvier  | , Monastir           | Dur             | 15 000 $ | Lucas Catarina            | Boris Pokotilov               | 4-6, 6-3, 6-3   |
| 6 janvier  | , Antalya            | Terre battue    | 15 000 $ | Javier Barranco Cosano    | Marco Bortolotti              | 6-4, 6-1        |
| 13 janvier | , Rancho Santa Fe    | Dur             | 25 000 $ | Brandon Nakashima         | Geoffrey Blancaneaux          | 6-3, 6-3        |
| 13 janvier | , Le Caire           | Terre battue    | 15 000 $ | Javier Martí              | Nikolás Sánchez Izquierdo     | 6-2, 2-6, 7-65  |
| 13 janvier | , Bagnoles-de-l’Orne | Terre battue    | 15 000 $ | Jules Marie               | Matteo Martineau              | 6-3, 6-4        |
| 13 janvier | , Cancún             | Dur             | 15 000 $ | Alessandro Bega           | Mateus Alves                  | 6-4, 6-2        |
| 13 janvier | , Manacor            | Dur             | 15 000 $ | Carlos Alcaraz            | Evan Furness                  | 6-3, 6-4        |
| 13 janvier | , Monastir           | Dur             | 15 000 $ | Antoine Escoffier         | Thomas Laurent                | 6-2, 6-0        |
| 13 janvier | , Antalya            | Terre battue    | 15 000 $ | Javier Barranco Cosano    | Julien Cagnina                | 6-4, 2-6, 6-1   |
| 20 janvier | , Nußloch            | Moquette (int.) | 25 000 $ | Ruben Bemelmans           | Jonáš Forejtek                | 64-7, 7-63, 6-2 |
| 20 janvier | , Le Caire           | Terre battue    | 15 000 $ | Nikolás Sánchez Izquierdo | Matthieu Perchicot            | 7-64, 7-63      |
| 20 janvier | , Bressuire          | Dur (int.)      | 15 000 $ | Antoine Bellier           | Quentin Robert                | 6-4, 6-3        |
| 20 janvier | , Cancún             | Dur             | 15 000 $ | Manuel Peña López         | Alejo Lorenzo Lingua Lavallén | 6-3, 6-0        |
| 20 janvier | , Monastir           | Dur             | 15 000 $ | Nuno Borges               | Zizou Bergs                   | 6-4, 7-66       |
| 20 janvier | , Kazan              | Dur (int.)      | 15 000 $ | Sergey Fomin              | Evgenii Tiurnev               | 6-4, 3-6, 6-3   |
| 20 janvier | , Antalya            | Terre battue    | 15 000 $ | Timofei Skatov            | Miljan Zekić                  | 6-3, 4-6, 6-3   |
| 27 janvier | , Nonthaburi         | Dur             | 25 000 $ | Matija Pecotić            | Khumoyun Sultanov             | 6-1, 3-6, 6-2   |
| 27 janvier | , Weston             | Terre battue    | 25 000 $ | Gianluigi Quinzi          | Christian Lindell             | 3-6, 7-5, 7-5   |
| 27 janvier | , Le Caire           | Terre battue    | 15 000 $ | Juan Pablo Paz            | Evgenii Tiurnev               | 6-3, 7-66       |
| 27 janvier | , Veigy-Foncenex     | Moquette (int.) | 15 000 $ | Christopher Heyman        | Alexis Gautier                | 6-1, 6-3        |
| 27 janvier | , Cancún             | Dur             | 15 000 $ | Strong Kirchheimer        | Dusty Boyer                   | 6-4, 6-4        |
| 27 janvier | , Monastir           | Dur             | 15 000 $ | Sebastián Báez            | Gauthier Onclin               | 6-1, 6-2        |
| 27 janvier | , Antalya            | Terre battue    | 15 000 $ | Zsombor Piros             | Carlos Alcaraz                | 4-6, 6-4, 6-3   |

### Février
| Date       | Lieu du tournoi   | Surface      | Dotation | Vainqueur                  | Finaliste                 | Score          |
| ---------- | ----------------- | ------------ | -------- | -------------------------- | ------------------------- | -------------- |
| 3 février  | , Nonthaburi      | Dur          | 25 000 $ | Benjamin Bonzi             | Sebastian Fanselow        | 6-4, 6-1       |
| 3 février  | , Palm Coast      | Terre battue | 25 000 $ | Alexander Ritschard        | Mārtiņš Podžus            | 7-67, 6-4      |
| 3 février  | , Lima            | Terre battue | 25 000 $ | Tomás Barrios Vera         | Carlos Gómez-Herrera      | 6-2, 6-2       |
| 3 février  | , Charm el-Cheikh | Terre battue | 15 000 $ | Alessandro Bega            | Marek Gengel              | 6-4, 6-2       |
| 3 février  | , Cancún          | Dur          | 15 000 $ | Geoffrey Blancaneaux       | Maximilian Estévez        | 65-7, 6-3, 6-1 |
| 3 février  | , Monastir        | Dur          | 15 000 $ | Lucas Catarina             | Tiago Cação               | 6-0, 4-6, 7-5  |
| 3 février  | , Antalya         | Terre battue | 15 000 $ | Giovanni Fonio             | Michael Vrbensky          | 4-6, 6-4, 6-3  |
| 10 février | , Aktobe          | Dur (int.)   | 25 000 $ | Alexey Zakharov            | Evgenii Tiurnev           | 7-65, 3-6, 6-3 |
| 10 février | , Naples          | Terre battue | 25 000 $ | Ronald Slobodchikov        | Alejandro Gómez           | 5-7, 6-1, 6-4  |
| 10 février | , Lima            | Terre battue | 25 000 $ | Facundo Argüello           | Tomás Barrios Vera        | 6-2, 6-4       |
| 10 février | , Barnstaple      | Dur (int.)   | 25 000 $ | Kacper Żuk                 | Christopher Heyman        | 7-63, 6-3      |
| 10 février | , Charm el-Cheikh | Dur          | 15 000 $ | Alessandro Bega            | Marek Gengel              | 6-4, 7-5       |
| 10 février | , Grenoble        | Dur (int.)   | 15 000 $ | Gleb Sakharov              | Antoine Cornut Chauvinc   | 6-3, 7-64      |
| 10 février | , Heraklion       | Dur          | 15 000 $ | Clément Geens              | Zizou Bergs               | 3-6, 6-4, 6-1  |
| 10 février | , Cancún          | Dur          | 15 000 $ | João Lucas Reis da Silva   | Maximilian Estévez        | 7-611, 6-1     |
| 10 février | , Palma Nova      | Terre battue | 15 000 $ | Nikolás Sánchez Izquierdo  | Jules Okala               | 3-6, 6-4, 6-1  |
| 10 février | , Monastir        | Dur          | 15 000 $ | Aziz Kijametović           | João Monteiro             | 3-6, 7-64, 7-5 |
| 10 février | , Antalya         | Terre battue | 15 000 $ | Riccardo Bonadio           | Juan Pablo Paz            | 3-6, 6-4, 6-1  |
| 17 février | , Aktobe          | Dur (int.)   | 25 000 $ | Yuta Shimizu               | Otto Virtanen             | 6-4, 5-7, 6-3  |
| 17 février | , Punta del Este  | Terre battue | 25 000 $ | Santiago Rodríguez Taverna | Franco Agamenone          | 6-4, 6-3       |
| 17 février | , Glasgow         | Dur (int.)   | 25 000 $ | Lucas Poullain             | Jack Draper               | 0-6, 7-5, 6-3  |
| 17 février | , Charm el-Cheikh | Dur          | 15 000 $ | Pablo Vivero González      | Robin Staněk              | 6-3, 0-0, ab.  |
| 17 février | , Oberhaching     | Dur (int.)   | 15 000 $ | Jan Šátral                 | Elmar Ejupovic            | 6-3, 6-2       |
| 17 février | , Heraklion       | Dur          | 15 000 $ | Alexis Musialek            | Omar Giacalone            | 7-66, 6-1      |
| 17 février | , Cancún          | Dur          | 15 000 $ | Gage Brymer                | Gabriel Petit             | 6-1, 6-4       |
| 17 février | , Peguera         | Terre battue | 15 000 $ | Pedro Cachín               | Matthieu Perchicot        | 6-4, 6-2       |
| 17 février | , Monastir        | Dur          | 15 000 $ | Thomas Laurent             | Quentin Folliot           | 6-1, 6-0       |
| 17 février | , Antalya         | Terre battue | 15 000 $ | Jonáš Forejtek             | Nikolás Sánchez Izquierdo | 6-4, 6-3       |
| 24 février | , Trente          | Dur (int.)   | 25 000 $ | Ruben Bemelmans            | Alexander Erler           | 4-6, 6-2, 6-4  |
| 24 février | , Río Cuarto      | Terre battue | 25 000 $ | Camilo Ugo Carabelli       | Tomás Martín Etcheverry   | 7-69, 6-2      |
| 24 février | , Antalya         | Terre battue | 25 000 $ | Duje Ajudković             | Pedro Cachín              | 3-6, 6-4, 7-62 |
| 24 février | , Sunderland      | Dur (int.)   | 25 000 $ | Jack Draper                | Igor Sijsling             | 6-2, 6-0       |
| 24 février | , Charm el-Cheikh | Dur          | 15 000 $ | Karim-Mohamed Maamoun      | David Poljak              | 7-5, 6-3       |
| 24 février | , Heraklion       | Dur          | 15 000 $ | Nicholas David Ionel       | Jordan Correia            | 6-4, 6-2       |
| 24 février | , Vale do Lobo    | Dur          | 15 000 $ | Ricardo Ojeda Lara         | Riccardo Bonadio          | 1-6, 6-3, 6-4  |
| 24 février | , Trnava          | Dur (int.)   | 15 000 $ | Danylo Kalenichenko        | Kārlis Ozoliņš            | 6-4, 6-4       |
| 24 février | , Monastir        | Dur          | 15 000 $ | Thomas Laurent             | Nicolás Alvarez Varona    | 6-2, 6-3       |

### Mars
| Date   | Lieu du tournoi   | Surface      | Dotation | Vainqueur            | Finaliste             | Score          |
| ------ | ----------------- | ------------ | -------- | -------------------- | --------------------- | -------------- |
| 2 mars | , Hurlingham      | Terre battue | 25 000 $ | Facundo Díaz Acosta  | Juan Manuel Cerúndolo | 6-4, 6-3       |
| 2 mars | , Mildura         | Gazon        | 25 000 $ | Brydan Klein         | Rio Noguchi           | 7-5, 6-3       |
| 2 mars | , Potchefstroom   | Dur          | 25 000 $ | Benjamin Bonzi       | Tobias Simon          | 7-612, 6-4     |
| 2 mars | , Murcie          | Terre battue | 25 000 $ | Pablo Llamas Ruiz    | Pedro Cachín          | 6-4, 3-6, 6-3  |
| 2 mars | , Las Vegas       | Dur          | 25 000 $ | Petros Chrysochos    | Justin Butsch         | 6-2, 6-1       |
| 2 mars | , Charm el-Cheikh | Dur          | 15 000 $ | Luca Nardi           | Jaroslav Pospíšil     | 5-7, 6-4, 7-65 |
| 2 mars | , Heraklion       | Dur          | 15 000 $ | Filip Cristian Jianu | Lucas Catarina        | 7-5, 3-6, 6-3  |
| 2 mars | , Faro            | Dur          | 15 000 $ | Sebastian Fanselow   | Tiago Cação           | 6-3, 6-3       |
| 2 mars | , Monastir        | Dur          | 15 000 $ | Baptiste Crepatte    | Jonathan Eysseric     | 7-61, 6-4      |
| 2 mars | , Antalya         | Terre battue | 15 000 $ | Patrick Kypson       | Peter Heller          | 6-4, 6-2       |

### Août
| Date    | Lieu du tournoi | Surface      | Dotation | Vainqueur      | Finaliste         | Score     |
| ------- | --------------- | ------------ | -------- | -------------- | ----------------- | --------- |
| 17 août | , Vogau         | Terre battue | 25 000 $ | Manuel Guinard | Dimitar Kuzmanov  | 6-3, 6-3  |
| 24 août | , Poznań        | Terre battue | 25 000 $ | Kacper Żuk     | Dimitar Kuzmanov  | 7-66, 6-1 |
| 24 août | , Anif          | Terre battue | 15 000 $ | Lucas Miedler  | Peter Heller      | 6-1, 7-5  |
| 24 août | , Alkmaar       | Terre battue | 15 000 $ | Igor Sijsling  | Jacopo Berrettini | 6-2, 6-1  |
| 31 août | , Caslano       | Terre battue | 15 000 $ | Sandro Ehrat   | Alessandro Bega   | 6-4, 6-2  |
| 31 août | , Novomoskovsk  | Terre battue | 15 000 $ | Bogdan Bobrov  | Oleksii Krutykh   | 6-3, 6-3  |

### Septembre
| Date         | Lieu du tournoi      | Surface         | Dotation | Vainqueur               | Finaliste              | Score           |
| ------------ | -------------------- | --------------- | -------- | ----------------------- | ---------------------- | --------------- |
| 7 septembre  | , Sintra             | Dur             | 15 000 $ | Nuno Borges             | Gastão Elias           | 6-2, 6-2        |
| 7 septembre  | , Bucarest           | Terre battue    | 15 000 $ | Timofei Skatov          | Franco Agamenone       | 6-4, 6-4        |
| 14 septembre | , Prague             | Terre battue    | 25 000 $ | Jiří Lehečka            | Sebastián Báez         | 3-6, 6-3, 6-4   |
| 14 septembre | , Plaisir            | Dur (int.)      | 25 000 $ | Igor Sijsling           | Johan Sébastien Tatlot | 7-65, 3-6, 7-64 |
| 14 septembre | , Klosters           | Terre battue    | 25 000 $ | Holger Rune             | Jesper de Jong         | 6-2, 6-2        |
| 14 septembre | , Sintra             | Dur             | 15 000 $ | Carlos Gimeno Valero    | Sebastian Fanselow     | 6-4, 3-6, 6-4   |
| 14 septembre | , Curtea de Argeș    | Terre battue    | 15 000 $ | Duje Ajduković          | Franco Agamenone       | 2-6, 6-4, 6-4   |
| 14 septembre | , Monastir           | Dur             | 15 000 $ | Alexander Shevchenko    | David Pichler          | 6-3, 6-4        |
| 21 septembre | , Jablonec nad Nisou | Terre battue    | 25 000 $ | Agustín Velotti         | Gianluigi Quinzi       | 6-2, 6-1        |
| 21 septembre | , Castelo Branco     | Dur             | 15 000 $ | Lucas Catarina          | Strong Kirchheimer     | 6-3, 2-6, 7-611 |
| 21 septembre | , Melilla            | Terre battue    | 15 000 $ | Timofei Skatov          | Holger Rune            | 3-6, 6-0, 6-1   |
| 21 septembre | , Monastir           | Dur             | 15 000 $ | Luca Potenza            | Alexander Shevchenko   | 2-6, 6-4, 6-3   |
| 28 septembre | , Pardubice          | Terre battue    | 25 000 $ | Uladzimir Ignatik       | Jan Šátral             | 6-3, 6-2        |
| 28 septembre | , Porto              | Dur             | 25 000 $ | Gastão Elias            | Nuno Borges            | 6-3, 6-3        |
| 28 septembre | , Forbach            | Moquette (int.) | 15 000 $ | Antoine Cornut Chauvinc | Michael Geerts         | 6-2, 6-4        |
| 28 septembre | , Monastir           | Dur             | 15 000 $ | Laurynas Grigelis       | Tom Kočevar-Dešman     | 6-1, 7-5        |

### Octobre
| Date       | Lieu du tournoi   | Surface    | Dotation | Vainqueur              | Finaliste              | Score           |
| ---------- | ----------------- | ---------- | -------- | ---------------------- | ---------------------- | --------------- |
| 5 octobre  | , Charm el-Cheikh | Dur        | 15 000 $ | Mārtiņš Podžus         | Nick Chappell          | 6-4, 1-6, 7-5   |
| 5 octobre  | , Setúbal         | Dur        | 15 000 $ | Sebastian Fanselow     | Nuno Borges            | 6-4, 7-63       |
| 5 octobre  | , Monastir        | Dur        | 15 000 $ | Laurynas Grigelis      | Matías Franco Descotte | 6-3, 6-4        |
| 12 octobre | , Rodez           | Dur (int.) | 25 000 $ | Igor Sijsling          | Jelle Sels             | 6-3, 6-3        |
| 12 octobre | , Charm el-Cheikh | Dur        | 15 000 $ | Pablo Vivero González  | Felix Corwin           | 7-5, 5-7, 6-2   |
| 12 octobre | , Monastir        | Dur        | 15 000 $ | Laurynas Grigelis      | Daniel Michalski       | 5-7, 7-5, 7-68  |
| 19 octobre | , Hambourg        | Dur (int.) | 25 000 $ | Kacper Żuk             | Tseng Chun-hsin        | 6-4, 7-64       |
| 19 octobre | , Charm el-Cheikh | Dur        | 15 000 $ | Gijs Brouwer           | Vladyslav Orlov        | 6-3, 7-64       |
| 19 octobre | , Monastir        | Dur        | 15 000 $ | Thiago Agustín Tirante | Wojciech Marek         | 7-62, 64-7, 6-3 |
| 26 octobre | , Vale do Lobo    | Dur        | 25 000 $ | Kacper Żuk             | Nuno Borges            | 6-4, 6-3        |
| 26 octobre | , Charm el-Cheikh | Dur        | 15 000 $ | Felix Corwin           | David Poljak           | 4-6, 6-2, 7-64  |
| 26 octobre | , Heraklion       | Dur        | 15 000 $ | Evan Furness           | Matija Pecotić         | 6-3, 1-6, 6-3   |
| 26 octobre | , Monastir        | Dur        | 15 000 $ | Skander Mansouri       | Thiago Agustín Tirante | 4-6, 6-3, 7-65  |

### Novembre
| Date        | Lieu du tournoi   | Surface      | Dotation | Vainqueur               | Finaliste               | Score         |
| ----------- | ----------------- | ------------ | -------- | ----------------------- | ----------------------- | ------------- |
| 2 novembre  | , Charm el-Cheikh | Dur          | 15 000 $ | Alessandro Bega         | Petros Chrysochos       | 6-4, 6-2      |
| 2 novembre  | , Pärnu           | Dur (int.)   | 15 000 $ | Otto Virtanen           | Yan Sabanin             | 6-3, 6-0      |
| 2 novembre  | , Heraklion       | Dur          | 15 000 $ | Evan Furness            | Lucas Catarina          | 6-1, 2-6, 7-5 |
| 2 novembre  | , Quinta do Lago  | Dur          | 15 000 $ | Nuno Borges             | Michael Geerts          | 6-0, 6-1      |
| 2 novembre  | , Fayetteville    | Dur          | 15 000 $ | Alexis Galarneau        | Roberto Quiroz          | 6-2, 6-1      |
| 9 novembre  | , Charm el-Cheikh | Dur          | 15 000 $ | Petros Chrysochos       | Vladyslav Orlov         | 6-3, 6-2      |
| 9 novembre  | , Valldoreix      | Terre battue | 15 000 $ | Holger Rune             | Javier Barranco Cosano  | 7-60, 6-3     |
| 9 novembre  | , Heraklion       | Dur          | 15 000 $ | Evan Furness            | Lucas Catarina          | 6-3, 4-6, 6-1 |
| 16 novembre | , Charm el-Cheikh | Dur          | 15 000 $ | Vladyslav Orlov         | Erik Crepaldi           | 6-0, 6-3      |
| 16 novembre | , Villena         | Terre battue | 15 000 $ | Pol Martín Tiffon       | Marco Trungelliti       | 6-4, 6-4      |
| 16 novembre | , Heraklion       | Dur          | 15 000 $ | Mateus Alves            | Adrian Andreev          | 7-66, 6-4     |
| 23 novembre | , Le Caire        | Terre battue | 15 000 $ | Miljan Zekić            | Niels Visker            | 6-1, 7-63     |
| 23 novembre | , Bratislava      | Dur (int.)   | 15 000 $ | Zizou Bergs             | Bogdan Bobrov           | 6-4, 6-2      |
| 23 novembre | , Heraklion       | Dur          | 15 000 $ | Adrian Andreev          | Jiří Lehečka            | 6-3, 6-4      |
| 23 novembre | , Benicarló       | Terre battue | 15 000 $ | Nicolás Alvarez Varona  | Ivan Gakhov             | 7-613, 6-4    |
| 23 novembre | , Monastir        | Dur          | 15 000 $ | Ergi Kirkin             | Kenneth Raisma          | 1-6, 6-4, 6-1 |
| 30 novembre | , Le Caire        | Terre battue | 15 000 $ | Johan Nikles            | Carlos Sánchez Jover    | 6-1, 5-7, 6-3 |
| 30 novembre | , Saint Domingue  | Dur          | 15 000 $ | Oliver Crawford         | Alex Rybakov            | 6-3, 6-1      |
| 30 novembre | , Antalya         | Terre battue | 15 000 $ | Holger Rune             | Filip Misolic           | 6-0, 4-0, ab. |
| 30 novembre | , Madrid          | Terre battue | 15 000 $ | Antoine Cornut Chauvinc | Alvaro López San Martin | 6-4, 7-65     |
| 30 novembre | , Monastir        | Dur          | 15 000 $ | Ergi Kirkin             | Titouan Droguet         | 6-3, 6-1      |

### Décembre
| Date        | Lieu du tournoi  | Surface      | Dotation | Vainqueur                           | Finaliste          | Score                              |
| ----------- | ---------------- | ------------ | -------- | ----------------------------------- | ------------------ | ---------------------------------- |
| 7 décembre  | , Monastir       | Dur          | 15 000 $ | Kristjan Tamm                       | Artem Dubrivnyy    | 4-6, 6-3, 6-3                      |
| 7 décembre  | , Saint Domingue | Terre battue | 15 000 $ | Nick Hardt                          | Oliver Crawford    | 6-4, 6-0                           |
| 7 décembre  | , Le Caire       | Terre battue | 15 000 $ | Juan Bautista Torres                | Toby Kodat         | 6-3, 6-3                           |
| 7 décembre  | , Torelló        | Dur          | 15 000 $ | Arthur Cazaux                       | Quentin Robert     | 4-6, 7-63, 6-2                     |
| 7 décembre  | , Antalya        | Terre battue | 15 000 $ | Nerman Fatić Dragos Nicolae Madaras | co-vainqueurs      | Finale annulée à cause de la météo |
| 14 décembre | , Monastir       | Dur          | 15 000 $ | Omar Giacalone                      | Alexander Erler    | 6-3, 7-5                           |
| 14 décembre | , Antalya        | Terre battue | 15 000 $ | Vladyslav Orlov                     | Georgii Kravchenko | 2-6, 6-3, 6-4                      |
| 21 décembre | , Monastir       | Dur          | 15 000 $ | Skander Mansouri                    | Kaichi Uchida      | 6-4, 7-63                          |
| 21 décembre | , Antalya        | Terre battue | 15 000 $ | Georgii Kravchenko                  | Billy Harris       | 6-2, 6-3                           |
| 28 décembre | , Monastir       | Dur          | 15 000 $ | Kaichi Uchida                       | Alexander Erler    | 6-4, 6-2                           |